# Александар Дероко
Александар Дероко (Београд, 4/16. септембар 1894 — Београд, 30. новембар 1988) био је српски архитекта, уметник, резервни мајор ЈВ - пилот, писац и академик.
Стварао је у неколико архитектонских праваца, а највише у српском националном стилу и модерни. Аутор је многобројних књига из домена архитектуре, али и других области, које је најчешће сам илустровао. Био је вишегодишњи професор Београдског универзитета, а члан Српске академије наука и уметности постао је 1956. године.

## Биографија
Потиче из италијанске породице Дероко, која је живела у Венецији. Прадеда Марко Дероко населио се у Дубровнику. А деда Јован се преселио из Дубровника у Београд, где је радио као наставник "начертанија" у Кутликовој Уметничкој школи. Из брака са полу Српкињом-полу Немицом, Катарином имао је сина Евжена. Александрови родитељи били су, отац Евгеније - Евжен Дероко инжењер, високи чиновник на железници и мајка Ангелина (Анђа) рођ. Михајловић, родом из банатског села Мокрина. Евжен Дероко био је пионир српске филателије. У Београду је Александар матурирао и уписао Технички факултет.
Почетак Првог светског рата га је дочекао на студијама. У рату је учествовао као један од 1300 каплара са чином наредника.
По окончању рата вратио се студијама архитектуре и уметности у Риму, Прагу (два семестра провео и на Факултету за архитектуру и грађевину Чешког техничког универзитета у Прагу), Брну и Београду где је дипломирао 1926. године. Као стипендиста француске владе одлази у Париз где се дружи са Пикасом, Шумановићем, Ле Корбизијеом, Растком Петровићем и другима који су тада живели у Паризу.
Његов брат од стрица је био четнички капетан Јован Дероко, који је погинуо приликом опсаде Краљева 1941. године.
Описиван је као ренесансни човек.

## Архитектура
Са Богданом Несторовићем је 1926. направио пројекат Храма Светог Саве са којим је победио на конкурсу. Почетком тридесетих година постао је професор на Архитектонском и Филозофском факултету на којима је предавао до пензионисања 1974. године.
На Архитектонском факултету у Београду, Дероко је био редовни професор на предмету Савремена архитектура. Амфитеатар је био премали да прими све студенте, и уопште све заинтересоване. Током Другог светског рата био је заточен у логору на Бањици.
На својим путовањима у више наврата (1954, 1956. и 1965) боравио је на Светој гори, о чијој је архитектури и животу оставио драгоцене податке.
Њему у част општина Стари град је установила бијеналну награду „Александар Дероко” 2021. године за ствараоце у архитектури и урбанизму. Подигнут му је споменик 2022. године на Топличином венцу, а 2023. године споменик у Смедереву.

## Друге области
Александар Дероко је био један од првих свестраних спортиста у Србији. На пливачком такмичењу у организацији Српског олимпијског клуба 1911, освојио је златну медаљу у препливавању Саве и у пливању на 1000 m низводно слободним стилом. Истовремено се бавио и моделарством. Конструисао је и израдио једну од првих ваздушних једрилица у Србији. Са моделима своје конструкције учествовао у такмичењима која су 1910-12 организовали први млади моделари у Србији. Та љубав према једрилицама и ваздухопловству га је одвела да се као ђак добровољац пријави у војску, где на Солунском фронту, као један од 1300 каплара постаје и један од првих српских ратних пилота.
Александар Дероко се такође бавио илустрацијом, махом у виду цртежа приватних честитки које одају ведру и шаљиву страну личности једног од кључних протагониста наше историје архитектуре 20. века. Илустрације његових личних “поштанских карти”, створене у периодима када попушта педантна и заморна пројектантска активност, приказују живу београдску атмосферу, дружељубивост, еротичност, речју - слободоумље новог образованог грађанства. На разиграним скицуозним цртежима шаљиво су приказани и народни обичаји приликом традиционалних светковина. Понегде они добијају ноту експресивности, на граници карикатуралног, али увек препознатљивог стила. Његова наклоност ка националном и традицији огледа се кроз дискретно провлачење орнамената - заставица из рукописних књига.

## Награде и признања
- Албанска споменица, 1915-1918.
- Седмојулска награда, 1965.
- Орден рада са црвеном заставом, 1965.
- Орден Републике са златним венцем, 1978.
- Médaille du mérite
- Октобарска награда Београда, 1988.

## Дела

### Архитектонска
- Храм светог Саве у Београду, са Богданом Несторовићем[1]
- Богословски интернат у Београду тзв. Богословија, заједно са Петром Анагностијем
- Споменик косовским Јунацима на Косову пољу
- Конак у манастиру Жичи
- Епархијски конак у Нишу, заједно са Петром Анагностијем
- Храм Преображења Господњег у Новом Сарајеву
- Капела Видовданских јунака у којој је сахрањен Гаврило Принцип
- Многе [цркве
- Кућа пуковника Елезовића у Београду
- Кућа Николајевића са апотеком
- Кућа у Сремским Карловцима на адреси Карловачких ђака 72

### Писана
- „Народно неимарство“ - I том 1939, II том 1940.
- Дероко, Александар (1950). Средњевековни градови у Србији, Црној Гори и Македонији. Београд: Просвета.
- Дероко, Александар; Радојчић, Светозар (1950). „Откопавање Царичина града 1947 године” (PDF). Старинар. 1: 119—142.
- Дероко, Александар; Радојчић, Светозар (1950). „Византиске старине у Јабланици и Пустој Реци” (PDF). Старинар. 1: 175—181.
- Дероко, Александар (1953). Монументална и декоративна архитектура у средњевековној Србији. Београд: Научна књига.
  - Дероко, Александар (1962) [1953]. Монументална и декоративна архитектура у средњевековној Србији (2. изд.). Београд: Научна књига.
  - Дероко, Александар (1985) [1953]. Монументална и декоративна архитектура у средњевековној Србији (PDF) (3. изд.). Београд: Туристичка штампа.
- „Римски споменици у Ђердапу“ 1959.
- Дероко, Александар (1962). Архитектура старог века. Београд: Научна књига.
- Дероко, Александар (1964). Средњовековни градови на Дунаву. Београд: Туристичка штампа.
  - Deroko, Aleksandar (1964). Medieval castles on the Danube. Belgrade: Turistička štampa.
- „Света гора“ 1967.
- „Атос“ 1967.
- „А ондак је летијо јероплан над Београдом“ 1983.
- „Мангуплуци око Калемегдана“ 1987.